# Ngũ quan chính
Ngũ quan chính (五官正, Astrological Observer) là chức quan giữ việc theo dõi các hiện tượng thiên văn, thời tiết trong Tư thiên đài thời Đường Trung Quốc.
Nguyên thời Đường, đặt thêm 5 chức tại Tư thiên đài là Xuân quan chính, Hạ quan chính, Thu quan chính, Đông quan chính, Trung quan chính, gọi chung là Ngũ quan chính, trật Chánh ngũ phẩm thượng, giữ việc theo dõi các hiện tượng thiên văn, thời tiết, có các phó chánh giúp việc, trật Chánh lục phẩm thượng. Chức quan này là kỹ thuật quan, khi chức Giám (Tư thiên giám, Tư thiên giám Giám phó, Tư thiên giám Giám thừa) khuyết, Ngũ quan chính có thể được chọn để bổ vào chức Giám.
Tại Việt Nam, thời Lê Thánh Tông, Ngũ quan chính là thuộc viên của cơ quan Tư thiên giám.
Thời Nguyễn Gia Long, Ngũ quan chính thuộc cơ quan Khâm thiên giám với tên gọi mới là Chiêm hậu. Năm Minh Mạng 8 (1827), đổi gọi tên chức này lại tên cũ là Ngũ quan chính, trật Chánh lục phẩm và chỉ bổ 4 viên Ngũ quan chính vào cơ quan Khâm thiên giám.

## Lưu ý
- Thời Đường, do Tư thiên đài là tên cơ quan, nên tên gọi đầy đủ cho chức vụ này là Tư thiên đài Ngũ quan chính (司天臺五官正)
- Tại Việt Nam, do Tư thiên giám là tên cơ quan, nên tên gọi đầy đủ cho chức vụ này là Tư thiên giám Ngũ quan chính (司天監五官正). Thời Nguyễn, chức vụ này thuộc Khâm thiên giám.